# ریچارد تارنر
ریچارد تارنر (انگلیسی: Richard Turner; ۲۴ آوریل ۱۸۸۲ – ۱ دسامبر ۱۹۶۰) بازیکن فوتبال اهل بریتانیا بود.
وی به‌همراه تیم فوتبال المپیک بریتانیای کبیر به مدال طلا مسابقات فوتبال در بازی‌های المپیک تابستانی ۱۹۰۰ دست پیدا کرده‌است.